# Czwórka Szacha
Czwórka Szacha – polski męski zespół wokalny, kwartet rewelersów, wykonujący piosenki wojenne, ludowe, charakterystyczne, przeznaczone zarówno dla dorosłych odbiorców, jak i dla dzieci. Powstał w sierpniu 1944 roku w Warszawie przy tamtejszym konserwatorium. Inicjatorem powstania grupy był Stefan Śledziński.
Pierwszy skład zespołu tworzyli:
- Andrzej Kacperczyk,
- Aleksander Klonowski,
- Edward Pawlak,
- Henryk Szachnowski.

Ten ostatni artysta został kierownikiem muzycznym zespołu, który rozpoczął działalność od występów w radiostacjach powstańczych. Jednak po upadku powstania warszawskiego Szachnowski trafił do niewoli, a działalność zespołu została zawieszona. Kolejną grupę stworzył w szpitalu dla polskich jeńców wojennych w Zeithein. Kwartetowi wokalnemu akompaniował tam gitarzysta Stanisław Domański, a grupa dała ponad 80 koncertów. 
Na dobre grupa reaktywowała się po wyzwoleniu, w czerwcu 1945 r. w nowym składzie. W repertuarze swym miała 8 recitali. Współpracowała z Polskim Radiem i zagrała ok. 4 tysięcy koncertów. Zakończyła działalność w 1978 r.
W zespole śpiewali też m.in.: Jerzy Cwil, Adolf Kot, Jerzy Rejner, Andrzej Stockinger, Tadeusz Szymanowski, Józef Wiśniewski.

## Najważniejsze piosenki
- Bajki
- Juanita
- Ochotnicza straż pożarna z Kapuścina
- Pieśń flisaków
- Pluszowe niedźwiadki
- Wiehlermania